# Maya Yukihi
Maya Yukihi (en japonés: 雪妃 真矢, Yukihi Maya) (Prefectura de Chiba, nacida en fecha desconocida) es una luchadora profesional japonesa reconocida por su paso en promociones como Oz Academy como artista independiente.

## Primeros años
Yukihi se graduó por la Universidad Ferris con una licenciatura en Filología Inglesa. Es plurilingüe, pues además del japonés, domina coreano, inglés y español. Antes de comenzar su carrera en la lucha libre, trabajaba como administrativa en una entidad bancaria.

## Carrera profesional

### Ice Ribbon (2014-2021)
Yukihi fue presentada por primera vez en Ice Ribbon el 12 de julio de 2014, como una aprendiz llamada "Yuki", sin embargo, Yukihi hizo su debut oficial el 24 de noviembre bajo el nombre de Maya Yukihi en Yokohama Ribbon V, donde hizo equipo con Tsukushi, ya que ambas desafiaron sin éxito al equipo de Mochi Miyagi y Tomoka Nakagawa. El 14 de noviembre de 2015, Yukihi se alineó con Risa Sera, nombrando a su equipo "Azure Revolution".
El 18 de julio de 2016, Yukihi recibió su primer combate por el título cuando desafió a Tsukasa Fujimoto por el Campeonato ICE×60, pero no tuvo éxito. Yukihi participó en el Torneo del Campeonato ICE×60 y logró llegar a la segunda ronda el 23 de noviembre, donde fue eliminada por Hiragi Kurumi.
A lo largo de 2017, Azure Revolution comenzó a perseguir tras el International Ribbon Tag Team Championship. Recibieron su primer combate por el título contra Kurumi y Tsukushi el 24 de abril, pero no tuvieron éxito. cuando el International Ribbon Tag Team Championship quedó vacante el 9 de septiembre, Azure Revolution participó en un torneo de ocho equipos para ganar el campeonato vacante el 29 de octubre, cuando derrotaron a las Lovely Butchers (Hamuko Hoshi y Miyagi) en la final.
Azure Revolution mantuvo el título hasta el 1 de julio de 2018, donde derrotaron por Lovely Butchers, terminando su reinado en 245 días con 7 defensas exitosas del título. El 9 de diciembre, Yukihi ganó un torneo para determinar el contendiente número 1 para el Campeonato ICE×60 al derrotar a Maika Ozaki en la final. El 31 de diciembre, en el evento más grande de Ice Ribbon RibbonMania, Yukihi derrotó a Fujimoto para ganar el Campeonato ICE×60 por primera vez.
El 17 de marzo de 2019, Azure Revolution derrotó a Gekokujo Tag (Kyuyri y Ozaki) para ganar el International Ribbon Tag Team Championship por segunda vez. El 1 de mayo, Yukihi derrotó a Banny Oikawa para ganar el Triangle Ribbon Championship en un combate a tres bandas, como todos los combates por este título disputados bajo esta estipulación, en el que también participó Fujimoto. Al ganar el Campeonato del Triángulo de la Cinta, Yukihi se convirtió en el cuarto Campeón de la Triple Corona de la Cinta de Hielo. El 22 de junio, Yukihi perdió el Campeonato del Triángulo de la Cinta ante Fujimoto en un combate en el que también participó Tequila Saya, y el 15 de julio, Azure Revolution perdió el Campeonato Internacional Tag Team de la Cinta ante Giulia y Saya.
El 3 de agosto, Yukihi defendió el Campeonato ICE×60 contra Fujimoto, que terminó en un empate de 30 minutos, por lo que el campeonato quedó automáticamente vacante, ya que el reglamento establece que cuando el combate termina en empate de 30 minutos, el campeón es despojado del título. Yukihi participó en un torneo por el Campeonato ICE×60 vacante donde derrotó a su compañera de tag team Sera el 14 de septiembre para recuperar el título. El 23 de noviembre, Azure Revolution perdió el International Ribbon Tag Team Championship ante las Dropkickers (Fujimoto y Tsukushi).
El 24 de febrero de 2020, después de que Yukihi defendiera con éxito el Campeonato ICE×60 contra Akane Fujita, Yukihi presentó su propia unidad llamada "Rebel X Enemy", junto a Ozaki, Ram Kaicho y Rina Yamashita. El 9 de agosto, Yukihi perdió el Campeonato ICE×60 ante Suzu Suzuki en el último show en el Gimnasio Cultural de Yokohama antes de su cierre, poniendo fin a su segundo reinado de 330 días con seis defensas exitosas del título. El 31 de diciembre, en RibbonMania, Yukihi junto a Ozaki derrotaron a las Frank Sisters (Hiragi Kurumi y Miyagi) para ganar el International Ribbon Tag Team Championship.

## Campeonatos y logros
- Ice Ribbon
  - ICE×60 Championship (2 veces)[19]
  - ICE×60 Championship No. 1 Contender Tournament (2018)[12]
  - ICE×60 Championship Tournament (2019)[19]
  - International Ribbon Tag Team Championship (5 veces) – con Maika Ozaki (1)[22] y Risa Sera (4)[10]
  - Ice Ribbon Tag Team Championship Tournament (2017) – con Risa Sera[10]
  - Triangle Ribbon Championship (1 vez)[15]
  - Fourth Triple Crown Champion[23]
  - Year-End Award (1 vez)
  - Best Match Award (2021) vs. Suzu Suzuki el 8 de septiembre[24]
- Oz Academy
  - Oz Academy Openweight Championship (2 veces)[25]
  - Oz Academy Tag Team Championship (2 veces) – con Mayumi Ozaki (1) y Saori Anou (1)[26]
- Pro Wrestling Illustrated
  - Situada en el nº 82 del top 100 de mujeres luchadoras en PWI Women's 100 de 2019[27]
  - Situada en el nº 105 del top 150 de mujeres luchadoras en PWI Women's 150 de 2021[28]